# Juozas Baldžius
Juozas Baldžius (bis 1939 Baldauskas; * 1902 in Sodybos, Wolost Kuršėnai, jetzt Rajongemeinde Šiauliai; † 1962 in Vilnius) war ein litauischer Ethnologe, Professor und Bibliothekar.

## Leben
Nach dem Abitur am Gymnasium absolvierte Juozas Baldžius 1929 das Studium an der Lietuvos universitetas in der litauischen Hauptstadt Kaunas. 1937 promovierte er in Geschichte. Von 1935 bis 1940 lehrte Juozas Baldžius an der Vytauto Didžiojo universitetas in Kaunas. Von 1940 bis 1951 wohnte er in Vilnius und lehrte an der Vilniaus universitetas. Von 1944 bis 1946 leitete er die Universitätsbibliothek Vilnius als Direktor und war Leiter des Ethnografie-Lehrstuhls. Ab 1944 war er Professor.

## Bibliografie
- Pirktinės vestuvės, 1935
- Vogtinės vestuvės, 1940

## Quelle
- Vacys Milius. Juozas Baldžius. Visuotinė lietuvių enciklopedija, T. II (Arktis-Beketas). – Vilnius: Mokslo ir enciklopedijų leidybos institutas, 2002. 493 psl.

| Personendaten    | Personendaten                                           |
| ---------------- | ------------------------------------------------------- |
| NAME             | Baldžius, Juozas                                        |
| ALTERNATIVNAMEN  | Baldauskas, Juozas                                      |
| KURZBESCHREIBUNG | litauischer Ethnologe, Bibliothekar und Hochschullehrer |
| GEBURTSDATUM     | 1902                                                    |
| GEBURTSORT       | Sodybos, Wolost Kuršėnai, jetzt Rajongemeinde Šiauliai  |
| STERBEDATUM      | 1962                                                    |
| STERBEORT        | Vilnius                                                 |